# البراعم الحمراء
البراعم الحمراء (بالتركية: Kızıl Goncalar)‏ هو مسلسل درامي تركي عرض لأول مرة في 18 ديسمبر 2023. من إنتاج غولد فيلم، وإخراج آمور أتاي، أوزغور سيفيملي، وتأليف شكري نجاتي شاهين. بطولة أوزجان دينيز وأوزغو نامال ومرت يزجي أوغلو. وإركان افجي ومينا دميرتاش

## قصة المسلسل
يدور حول تداخل المصير بين ليفينت (أوزكان دنيز)، وهو مؤيد لأفكار أتاتورك العلمانية، ومريم (أوزغو نامال)، التي تنتمي لطائفة دينية متشددة. رغم الاختلاف الجذري بينهما في المعتقدات والرؤى، يسلط المسلسل الضوء على القوة الموحدة للأمومة والأبوة، حيث يصبح "الطفل" العامل الذي يتجاوز كل هذه الفروقات.

## وصلات خارجية
- البراعم الحمراء على موقع IMDb (الإنجليزية)
- البراعم الحمراء على موقع قاعدة بيانات الفيلم (الإنجليزية)